# Schlacht von Shijōnawate
Tatarahama – Minatogawa – Kanegasaki – Kuromaru – Shijōnawate – Yawata
Die Schlacht von Shijōnawate (jap. 四條畷の戦い, Shijōnawate no tatakai) war eine Schlacht während der Zeit der Namboku-chō. Sie fand am 4. Februar 1348 (historisch: Shōhei 3/Jōwa 4/1/5) bei Hōjō in der Provinz Kawachi (heute: Shijōnawate und Daitō) in Japan statt.
Die Armee des Nordhofs unter Kō no Moronao rückte gegen die temporäre Residenz des Südhofs in Yoshino vor. Kusunoki Masatsura, der Militärkommandant des Südhofs, marschierte den Angreifern mit seiner Armee entgegen, da sie zu schwach war, um die Residenz zu verteidigen. Kitabatake Chikafusa führte unterdessen seine Truppe in Richtung Izumi, um so einige der Angreifer von der Residenz abzulenken. Kusunoki verwickelte den feindlichen Befehlshaber Kō no Moroyasu in einen Einzelkampf und war gemäß der Überlieferung gerade dabei, diesen zu bezwingen, als er von einem Pfeil getroffen wurde; Kusunoki beging daraufhin Seppuku.
Die Schlacht endete mit dem Sieg des Nordhofs, aber der Südhof konnte aus Yoshino fliehen und musste den Feinden nur wenige Gefangene überlassen.